# Тип 96 (БТР)
Тип 96 — 8-колісний повнопривідний БТР Сил Самооборони Японії, що серійно виготовляється з 1996 компанією Komatsu Limited. Бронетранспортер не має оснащення машини-амфібії. Повинен замінити гусеничні бронетранспортери Типу 73.

## Конструкція

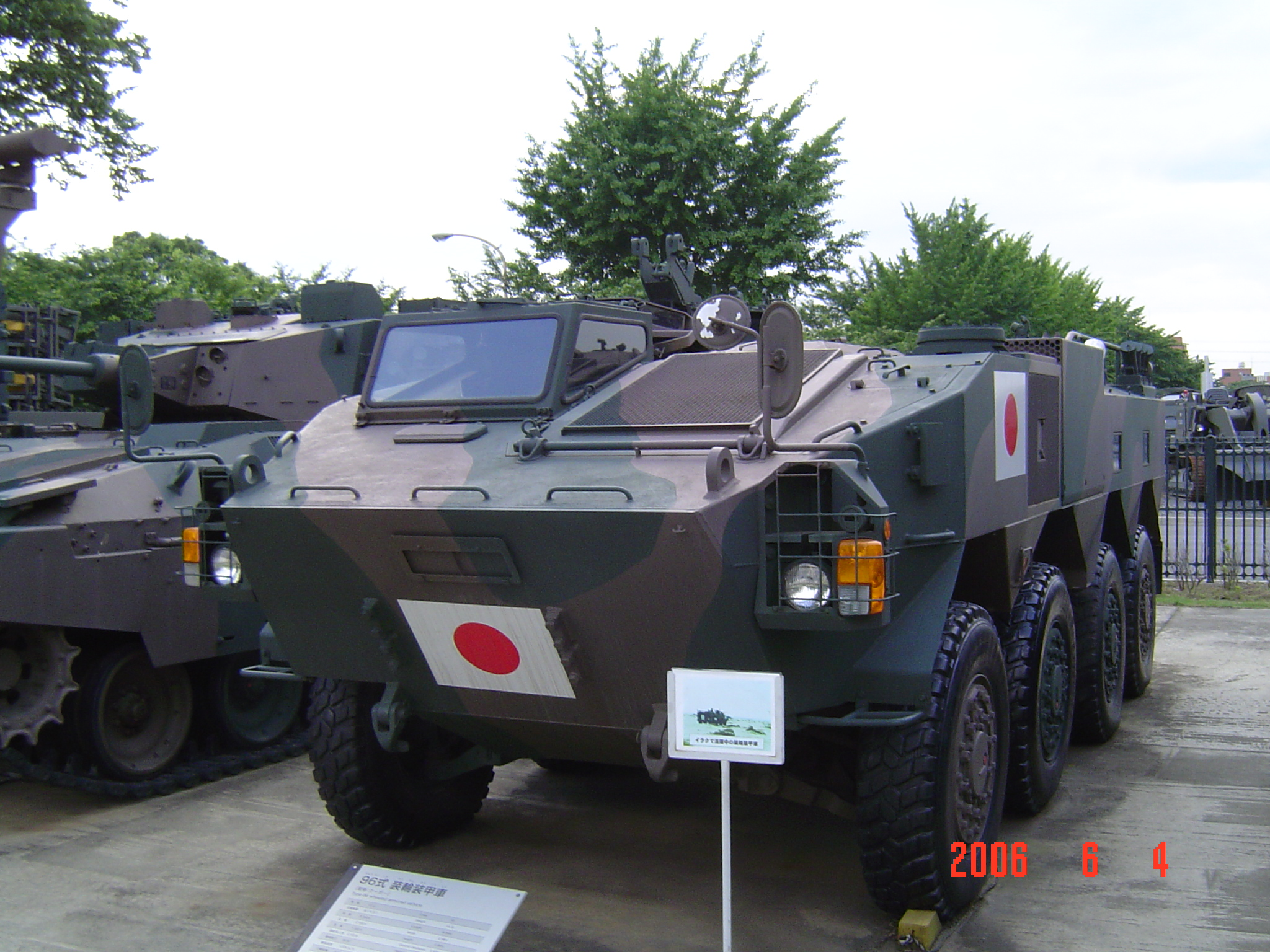
Захист водія від стрілецької зброї

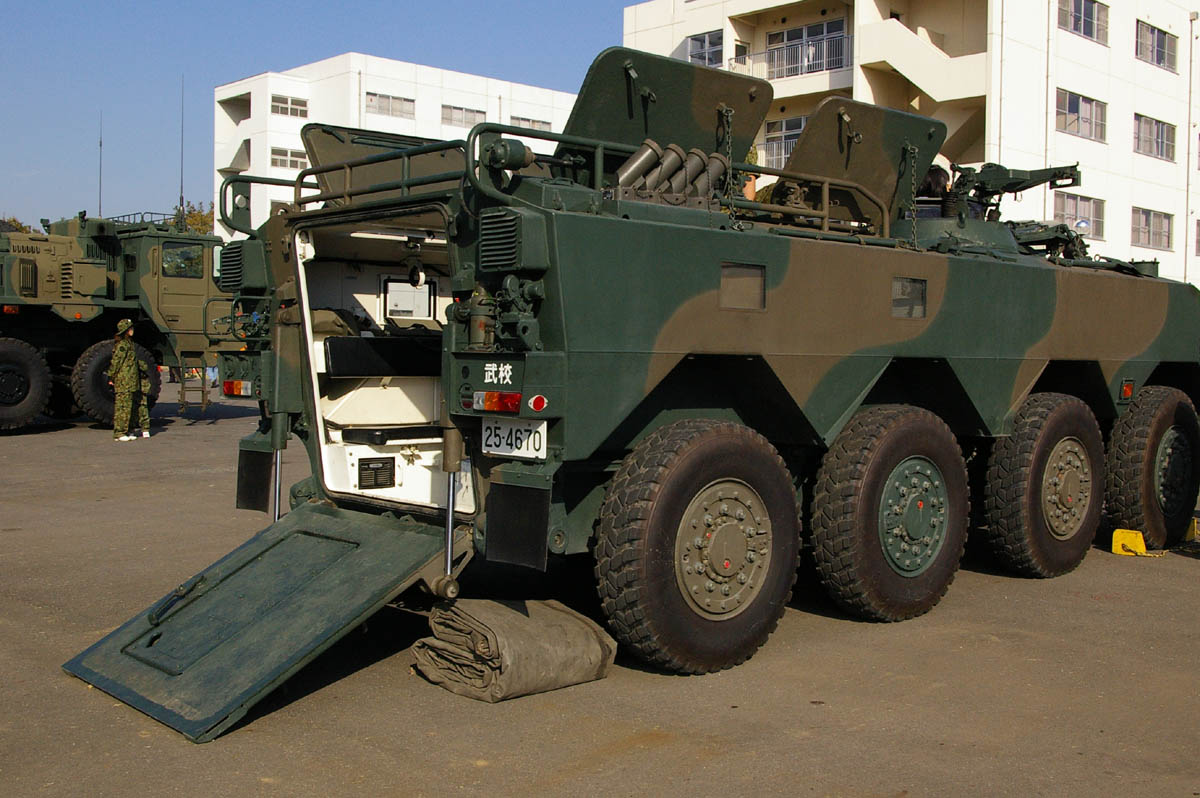
Бортова апарель БТР Tип 96

Бронетранспортер типу 96 є найновішим панцирним транспортним засобом Сухопутніх Сил Самооборони Японії. Його серійне виробництво розпочали 1995 і наступного року 500 машин поставили на озброєння Сил самооборони. За кордон не експортується. Тип 96 виділяється корпусом доволі низького силуету з середнім класом захисту. У корпусі розміщується 1 член екіпажу і 8 солдат у кормовій частині, для десантування яких можна використати люки у даху корпусу і двері у задній частині.
Мотор розміщено у лівій носовій частині поряд з водієм справа. Під люком водія розміщено три перископи, центральний з яких можна замінити приладом нічного бачення. Допускається встановлення збірки з 3 пластин куленепробивного скла для їзди з відкритим люком водія задля його кращої орієнтації на місцевості і захисту від стрілецької зброї. Командир-стрілець сидить у вежі, де розміщено 12,7-мм кулемету Browning M2 або 40-мм гранатомету Howa Type 96. У десантному відділені розміщено по 2 амбразури стрілецької зброї з кожної сторони.
Японія повідомила 2001 Комітет ООН з питань роззброєння про наявність у неї 72 БТР Типу 96 і закупці ще 22 впродовж року.